# 神头泉
39°23′10.6″N 112°34′02.2″E / 39.386278°N 112.567278°E
神头泉，位于中华人民共和国山西省朔州市朔城区神头镇和神头街道附近的洪涛山前源子河两岸及河谷中，是中国北方著名的岩溶大泉。神头泉泉群主要由神头泉组、司马泊泉组、河道泉组、五花泉组、小泊泉组组成。当地通称的“神头泉”是指泉组中较大的7处泉眼，即神头海、三泉湾泉、金龙池、七星海、五花泉、莲花池和磨轮湾，这些泉在神头镇东神头村、西神头村、新磨村和神头街道司马泊村4个村庄间形成面积不等的多处泉湖。泉域多年（1956～2003年）平均流量为6.74立方米每秒，水质为重碳酸钙镁型，矿化度小于0.4克每升。神头泉的泉水早在春秋时期就已开发利用，现在仍然是朔州市重要的工农业用水的水源地，同时还是桑干河主要的清水来源。随着周边自然条件的改变和人类开发活动的加剧，神头泉出流量呈总体下降趋势。